# Lidija Horvat-Dunjko
Lidija Horvat-Dunjko (nacida en 1967 en Varaždin) es una soprano croata y docente de la Academia de Música de Zagreb. Se le concedió la más alta condecoración nacional en su país por sus logros en la cultura, la Orden de Danica Hrvatska con la imagen de Marko Marulić.
Ella se graduó en la clase del profesor Zdenka Žabčić–Hesky en la Universidad de Zagreb, donde ahora trabaja como docente.
Ella interpretó el papel de la Reina de la Noche en la obra La flauta mágica; Marie, una vivandière (al español se traduce como cantinera) en La hija del regimiento; Rosina en El barbero de Sevilla; Gilda en Rigoletto; Blonde en El rapto en el serrallo y más de treinta otros exitosos papeles en diversas óperas tanto en Croacia como en otros países. Se ha presentado en París (Teatro de los Campos Elíseos), Viena (Musikverein), Toronto (Teatro Ryerson, Massey Hall), Berlín, Bruselas, Dublín, Salzburgo, Turín, Venecia, Zúrich, Ginebra, Liubliana, Buenos Aires (Teatro Colón, Teatro Nacional Cervantes), Madrid, Santiago de Chile, Lisboa, Montevideo, Moscú (Conservatorio de Moscú), Johannesburgo, Pretoria, y en la ciudad croata de Zagreb.
Lidija coopera con grandes exponentes de ópera de hoy en día, así como también con destacados directores y orquestas. Horvat-Dunjko fundó la Escuela de Ópera de Mirula en 2003, en conjunto con la Escuela Internacional de Música de Verano Pučišća, en la isla de Brač.

## Eurovisión 1995
Ella representó junto al grupo Magazin a su natal Croacia con la canción "Nostalgija" en el Festival de Eurovisión 1995, con la que obtuvieron el 6° lugar con 91 puntos.